# Shahar Mozes
Shahar Mozes (em hebraico:  שחר מוזס) é um matemático israelense. É professor do Instituto Einstein da Universidade Hebraica de Jerusalém.
Recebeu o Prêmio Erdős de 2000.

## Obras
- Tilings, substitution systems and dynamical systems generated by them, Journal d'Analyse Mathématique, Band 53, 1989, 139–186.
- Aperiodic tilings, Inventiones Mathematicae, Band 128, 1997, p. 603–611.
- com Alexander Lubotzky, M. S. Raghunathan: The word and Riemannian metrics on lattices of semisimple groups, Pub. Math. IHES, Band 91, 2000, 5–53
- com François Labourie, Robert J. Zimmer On manifolds locally modelled on non-riemannian homogeneous spaces, Geometric And Functional Analysis, Band 5, 1995, p. 955–965
- Mixing of all orders of Lie group actions, Inv. Math., Band 107, 1992, p. 235-241
- com Alex Eskin, Hee Oh: On uniform exponential growth for linear groups,  Inventiones Mathematicae, Band 160, 2005, p. 1-30
- com Alex Eskin, Nimish Shah: Unipotent Flows and Counting Lattice Points on Homogeneous Varieties, Annals of Mathematics, Band 143, 1996, p. 253-299
- com Alex Eskin, Gregory Margulis: On a quantitative version of the Oppenheim conjecture, Electronic Research Announcements, AMS, Band 1, 1995, Heft 3
- com Alex Eskin, Gregory Margulis: Upper Bounds and Asymptotics in a Quantitative Version of the Oppenheim Conjecture, Annals of Mathematics, Band 147, 1998, p. 83-141
- com Jean Bourgain, Elon Lindenstrauss, Alex Furman Stationary measures and equidistribution for orbits of nonabelian semigroups on the torus, J. Amer. Math. Soc., Band 24, 2011, p. 231 - 280